# Vita con Tom
Vita con Tom è un film del 1953 diretto da William Hanna e Joseph Barbera. Il film è il settantanovesimo cortometraggio della serie Tom & Jerry ed è il terzo flashback a racchiudere delle scene dai corti precedenti, distribuito il 21 novembre del 1953 dalla Metro-Goldwyn-Mayer.

## Trama
Un postino pone un pacchetto e una lettera nella cassetta di Jerry. Tom esce di casa, prende il pacchetto e strappa un po' la carta, rivelando la scritta "Vita con Tom". All'improvviso Jerry esce dalla sua tana e prende la lettera. Subito dopo Tom sente alla radio che Vita con Tom è un libro scritto da Jerry, diventato famoso in tutto il mondo grazie alla sua comicità. Tom strappa la carta rivelando il libro e lo apre mettendosi a leggerlo. La prima storia che legge è quella di Vietato pescare, in cui era andato a pescare nel laghetto privato usando Jerry come esca, ma alla fine era stato inseguito da Spike. Legge poi la vicenda di Piccolo orfano, dove Jerry e Nibbles si erano messi a camminare sulla tavola vestiti da pellegrini e lo avevano poi scaraventato contro la credenza dei piatti, facendogli sventolare bandiera bianca. Infine Tom legge di quella volta in Due amici inseparabili, dove aveva cercato di investire Jerry con il trenino giocattolo, ma il canarino amico di Jerry lo aveva salvato facendo finire il trenino in un buco sul pavimento. Tom è infuriato per il fatto che le sue vicende siano state pubblicate in un libro, quindi va da Jerry, mostrandogli il libro. Jerry gli conferma che è suo, ma gli mostra la lettera che aveva preso prima, dove dice che ha ricevuto 50 000 $ per il libro e che, secondo le sue istruzioni, metà della cifra è per Tom. Sapendo di aver ricevuto 25 000 $, Tom prende il libro e si rimette a leggerlo ridendo di gusto, mentre Jerry lo osserva contento.

## Edizione italiana
Nell'edizione italiana, Franco Latini doppia la voce di Tom mentre legge il libro, mentre lo speaker radiofonico è stato doppiato da Roberto Del Giudice.